# Rabah Iddir
Rabah Iddir (* 23. Juni 1956 in Gardanne, Frankreich) ist ein ehemaliger französisch-algerischer Fußballspieler. Er absolvierte 17 Spiele in der ersten französischen Liga.
Zunächst spielte er bei einem unterklassigen Verein in Biver bei Gardanne. Von dort wechselte er 1975 direkt in die zweite französische Liga zu Sporting Toulon. In der Saison 1980/81 spielte er für Angers und wurde in der ersten Liga 17 Mal eingesetzt. In der folgenden Saison spielte Iddir für Gazélec Ajaccio in der zweiten Liga. Danach beendete er seine Profikarriere und spielte später erneut für seinen Heimatverein Biver Sports.